# Schloss Štatenberg

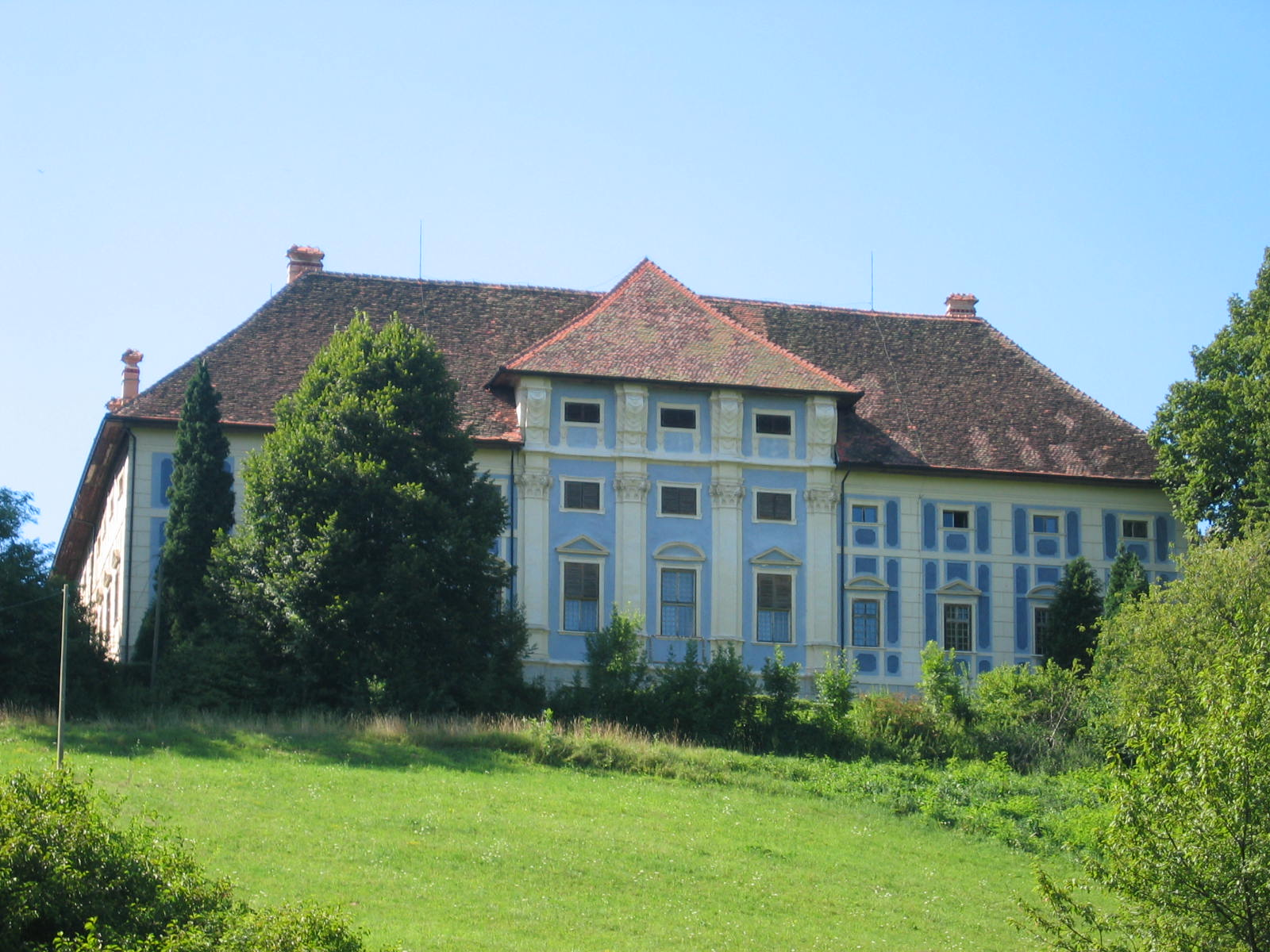
Barockschloss Štatenberg in Untersteiermark

Das Schloss Štatenberg (deutsch Stattenberg) ist ein Barockschloss aus dem 18. Jahrhundert, das sich in der Gemeinde Makole in Slowenien (Region Untersteiermark) befindet. In der Anlage befinden heute sich ein Privatmuseum und gastronomische Betriebe.

## Geschichte
Im späten 17. Jahrhundert beschlossen die damaligen Herren der Burg Stattenberg, die Grafen von Attems, die heute zerstörte mittelalterliche Burg gleichen Namens oberhalb von Makole zu verlassen und ins Tal zu ziehen. Sie wählten einen Hügel mit Aussicht in der Nähe und errichteten dort in den Jahren 1720–1740 ein symmetrisch gestaltetes Barockschloss mit Innenhof und Garten. 
Štatenberg wurde 1941 durch die deutschen Besatzer verstaatlicht und blieb nach dem Zweiten Weltkrieg in staatlichem Besitz. Schließlich ging das Anwesen in den Besitz der Impol-Gruppe, einem Aluminium-verarbeitenden Unternehmen in Slovenska Bistrica über. 

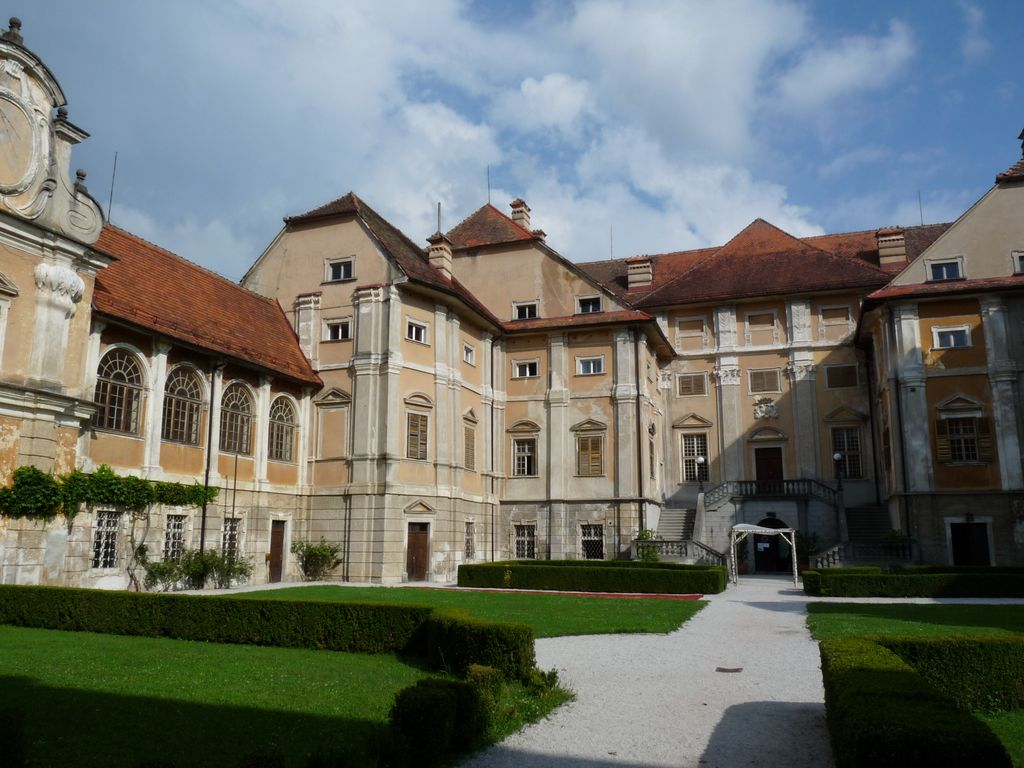